# فرنسيسكو روجاس سوتو
فرنسيسكو روجاس سوتو (بالإسبانية: Francisco Rojas Soto)‏ هو منافس ألعاب قوى باراغواياني، ولد في 16 أكتوبر 1950 في Guazu-Cua ‏ في باراغواي.

## وصلات خارجية
- فرنسيسكو روجاس سوتو على موقع أوليمبيديا (الإنجليزية)